# Várzea Alegre
Várzea Alegre là một đô thị thuộc bang Ceará, Brasil. Đô thị này có diện tích 835,706 km², dân số năm 2007 là 36367 người, mật độ 43,52 người/km².